# Académie agricole nationale de Tver
L'académie agricole nationale de Tver (Тверская государственная сельскохозяйственная академия) est un établissement d'enseignement supérieur agricole situé en Russie à Sakharovo, à côté de Tver. Elle a été fondée le 20 décembre 1971 sous le nom d'institut agricole de Kalinine (nom de Tver à l'époque) et a pris son nom actuel en 1995. Son recteur est Oleg Balaïan. Elle dispose de trois facultés : une faculté d'économie, une faculté d'ingénierie et une faculté de technologie.

## Matières enseignées
Parmi les matières enseignées, on peut distinguer l'agronomie, l'agrochimie, l'agro-écologie, la science agricole des sols, la technologie des cultures végétales, les produits agricoles, la zootechnie et l'écologie animale, l'agro-ingénierie, l'exploitation des machines agricoles, la sécurité technologique, l'économie et le management...

## Histoire
L'académie occupe l'ancien domaine du général Iossif Gourko, qui participa à la guerre de libération de la Bulgarie contre le joug ottoman en 1877-1878.